# Wereldkampioenschap voetbal 1982 (Groep 4) Frankrijk - Oostenrijk
Het duel tussen Frankrijk en Oostenrijk was voor beide landen de eerste wedstrijd in de tweede ronde bij het WK voetbal 1982 in Spanje. Het duel uit groep 4 werd gespeeld op 28 juni 1982 (aanvangstijdstip 17:15 uur lokale tijd) in het Estadio Vicente Calderón in Madrid.
Het was de zestiende ontmoeting ooit tussen beide landen, die elkaar voor het laatst hadden ontmoet op 7 oktober 1970 in een vriendschappelijke wedstrijd in Wenen. Oostenrijk won dat duel destijds met 1-0 door een doelpunt in de 50ste minuut van aanvaller Willy Kreuz.
Het WK-duel in Spanje, bijgewoond door 37.000 toeschouwers, stond onder leiding van scheidsrechter Károly Palotai uit Hongarije, die werd geassisteerd door lijnrechters Vojtěch Christov (Tsjechoslowakije) en Damir Matovinović (Joegoslavië). Frankrijk won het duel door een treffer, zes minuten voor rust, van middenvelder Bernard Genghini. Spelmaker Michel Platini ontbrak wegens een blessure bij Les Bleus, waardoor verdediger Marius Trésor de aanvoerdersband droeg.

## Wedstrijdgegevens
| Frankrijk | 1 – 0          | Oostenrijk |
| Bernard Genghini 39' | goals          | |
| Michel Hidalgo | bondscoach(es) | Felix Latzke en Georg Schmidt |
| |                | |
| Jean-Luc Ettori Patrick Battiston Maxime Bossis Marius Trésor Gérard Janvion Bernard Genghini 85' Alain Giresse Jean Tigana Gérard Soler Bernard Lacombe 15' Didier Six | opstellingen   | Friedrich Koncilia Bernd Krauss Erich Obermayer Bruno Pezzey 46' Josef Degeorgi Herbert Prohaska Roland Hattenberger Reinhold Hintermaier 46' Kurt Jara Walter Schachner Hans Krankl |
| Dominique Rocheteau 15' René Girard 85' | wissels        | 46' Ernst Baumeister 46' Kurt Welzl |
| |                | |
| | gele kaarten   | 60' Erich Obermayer |
| | rode kaarten   | |

## Overzicht van wedstrijden
| Eerste ronde | | |
| Groep A | Groep B | Groep C |
| Italië – Polen Kameroen – Peru Italië – Peru Kameroen – Polen Polen – Peru Italië – Kameroen                                                       | West-Duitsland – Algerije Chili – Oostenrijk West-Duitsland – Chili Oostenrijk – Algerije Algerije – Chili West-Duitsland – Oostenrijk    | Argentinië – België Hongarije – El Salvador Argentinië – Hongarije België – El Salvador België – Hongarije Argentinië – El Salvador                |
| Groep D | Groep E | Groep F |
| Engeland – Frankrijk Tsjecho-Slowakije – Koeweit Engeland – Tsjecho-Slowakije Frankrijk – Koeweit Frankrijk – Tsjecho-Slowakije Engeland – Koeweit | Spanje – Honduras Joegoslavië – Noord-Ierland Spanje – Joegoslavië Honduras – Noord-Ierland Honduras – Joegoslavië Spanje – Noord-Ierland | Brazilië – Sovjet-Unie Schotland – Nieuw-Zeeland Brazilië – Schotland Sovjet-Unie – Nieuw-Zeeland Sovjet-Unie – Schotland Brazilië – Nieuw-Zeeland |

| Tweede ronde                                            |                                                                     |                                                             |                                                                             |
| Groep 1                                                 | Groep 2                                                             | Groep 3                                                     | Groep 4                                                                     |
| België – Polen België – Sovjet-Unie Polen – Sovjet-Unie | Engeland – West-Duitsland West-Duitsland – Spanje Engeland – Spanje | Italië – Argentinië Brazilië – Argentinië Italië – Brazilië | Frankrijk – Oostenrijk Oostenrijk – Noord-Ierland Noord-Ierland – Frankrijk |
| Halve finales                                           |                                                                     |                                                             |                                                                             |
| Polen – Italië                                          | Polen – Italië                                                      | West-Duitsland – Frankrijk                                  | West-Duitsland – Frankrijk                                                  |
| Troostfinale                                            |                                                                     |                                                             |                                                                             |
| Frankrijk – Polen                                       |                                                                     |                                                             |                                                                             |
| Finale                                                  |                                                                     |                                                             |                                                                             |
| Italië – West-Duitsland                                 |                                                                     |                                                             |                                                                             |